# پیتر و وندی
پیتر پن؛ یا، پسری که بزرگ نمی‌شود (انگلیسی: Peter Pan; or, the Boy Who Wouldn't Grow Up) که اغلب به سادگی با نام پیتر پن شناخته می‌شود، اثری از جی.ام. بری، در قالب یک نمایشنامه در سال ۱۹۰۴ و رمانی با عنوان پیتر و وندی در سال ۱۹۱۱، که اغلب در پیتر پن و وندی گسترش یافته‌است. هر دو نسخه داستان پیتر پن، پسر بچه‌ای شیطون را روایت می‌کنند که می‌تواند پرواز کند و ماجراجویی‌های زیادی در ناکجا آباد دارد که پری‌های دریایی، پری، «هندی‌ها» (آمریکایی-هندی) و دزدان دریایی در آن زندگی می‌کنند. داستان‌های پیتر پن همچنین شامل شخصیت‌های وندی دارلینگ و دو برادرش جان و مایکل، پری پیتر تینکربل، پسران گمشده و کاپیتان هوک می‌شود. این نمایشنامه و رمان از دوستی بری با خانواده لولین دیویس الهام گرفته شده‌است. بری سال‌ها پس از اولین نمایشنامه آن را تا زمان انتشار فیلمنامهٔ نمایشنامه در سال ۱۹۲۸ بازبینی کرد.